# يوهان هاينريش مولر
يوهان هاينريش مولر (بالألمانية: Johann Heinrich Müller ) (و. 1671 – 1731 م) هو عالم فلك، وأستاذ جامعي، وفيزيائي من ألمانيا . وكان عضواً في الأكاديمية البروسية للعلوم .
توفي في آلتدورف نزديك نورنبرغ، عن عمر يناهز 60 عاماً.